# Rue Polonceau
Rue Polonceau är en gata i Quartier de la Goutte-d'Or i Paris artonde arrondissement. Rue Polonceau, som börjar vid Rue de la Goutte d'Or och Rue Pierre l'Ermite 1 och slutar vid Rue des Poissonniers 8, är uppkallad efter Antoine-Rémy Polonceau och dennes son Camille Polonceau.

## Omgivningar
- Sacré-Cœur
- Saint-Bernard de la Chapelle
- Square Léon

## Bilder
| - Gatuskylt. - Sacré-Cœur. - Saint-Bernard de la Chapelle. - Square Léon. |

## Kommunikationer
- Tunnelbana – linje  – Château Rouge
- Busshållplats Barbès – Rochechouart – Paris bussnät

### Webbkällor
- ”Rue Polonceau”. Mairie de Paris. https://web.archive.org/web/20160303193856/http://www.v2asp.paris.fr/commun/v2asp/v2/nomenclature_voies/Voieactu/7538.nom.htm. Läst 16 augusti 2023.
- ”Rue Polonceau”. Les rues de Paris. https://web.archive.org/web/20191222050627/http://www.parisrues.com/rues18/paris-18-rue-polonceau.html. Läst 16 augusti 2023.